# Talayots von Binicodrell
Die Talayots von Binicodrell sind die Reste einer prähistorischen Siedlung auf der spanischen Baleareninsel Menorca. Talayots sind für die frühe Eisenzeit auf Mallorca und Menorca charakteristische turmartige Megalithbauten, nach denen die Talayot-Kultur (850–550 v. Chr.) benannt ist.

## Lage
Die Fundstätte liegt am südwestlichen Ortsrand von Es Migjorn Gran bei der Finca von Binicodrell de Darrera. Man erreicht sie, wenn man der Straße Cami de Sa Malagarba folgt, etwa 200 m vor dem Friedhof, wo ein Parkplatz zur Verfügung steht. Das Areal ist eingezäunt. Am Eingang steht eine Informationstafel der Xarxa Menorca Monumental. 370 Meter südwestlich steht der Talayot von Es Mestall.

## Beschreibung
Berichte aus dem frühen 19. Jahrhundert sprechen von fünf oder sechs Talayots in Binicodrell Darrera. Innerhalb von 200 Jahren hat sich ihre Anzahl auf zwei reduziert.
Der 6,80 m hohe nördliche Talayot ist der besser erhaltene. Er hat einen ovalen Querschnitt mit einem maximalen Durchmesser von 21,60 m und die Form eines Kegelstumpfs. Als Besonderheit weist er an seiner Nordseite eine Rampe auf, über die man im Zickzack die Plattform an seiner Spitze erreichen kann. Hier sind noch die Reste eines früheren Raums auszumachen.
Der etwa 60 m entfernte südliche Talayot ist stark zerstört. Die großen Steine, die seine Außenwand gebildet haben müssen, sind verschwunden. Die heutzutage sichtbaren kleinen Steine waren wohl eher Füllmaterial. Nach alten Berichten besaß der Talayot einen breiten Zugang von Südosten, der über einen Korridor zu einer runden Kammer führte. Sein 1922 von Hernández Mora bestimmter Durchmesser erreichte 15,10 m.
Am Fundort wurde bislang nicht systematisch gegraben. Er steht als Kulturgut (Bien de Interés Cultural RI-55-0000696) unter staatlichem Schutz.